# 奧于厄爾
奧于厄爾（挪威語：Øyer）是挪威的一個市镇，位於内陆郡，行政中心为廷貝格村。市镇面积为640平方公里，人口数量为4,870人（2004年），人口密度为每平方公里8人。